# Ma voisine du dessous

Ma voisine du dessous (The Neighbor) est un téléfilm américain réalisé par Eddie O'Flaherty et diffusé en 2007.

## Synopsis
Tout semble réussir à Christine Letellier. Tout, à un seul détail près : elle déteste son voisin, Jeff Wallace. Lorsqu'elle a emménagé dans l'immeuble, il était convenu que Jeff déménagerait afin qu'elle puisse agrandir son appartement. Mais Jeff s'est finalement incrusté, refusant de s'en aller....

## Fiche technique
- Scénario : J.P. Davis, Eddie O'Flaherty
- Durée : 98 min
- Pays :  États-Unis

## Distribution
- Michèle Laroque (VF : elle-même) : Christine Letellier
- Matthew Modine (VF : Philippe Valmont) : Jeff Wallace
- Ed Quinn (VF : Boris Rehlinger) : Jonathan
- Gia Mantegna (VF : Céline Melloul) : Ally
- Ann Cusack (VF : Florence Dumortier) : Jenny
- Krysten Leigh Jones : Kayce
- Robert Della Cerra : Mark
- Michael Bentt : Officier de police
- Danielle Bisutti : Floria Riamondi
- Patrick Breen (VF : Emmanuel Curtil) : Clint
- Yvette Nicole Brown : Infirmière
- Marc Casabani : Drew
- Samantha Droke : Erin
- Richard Kind (VF : Gérard Surugue) : Wilder
- Meredith Scott Lynn (VF : Claudine Grémy) : Mindy
- Lenny Schmidt : Déménageur #1
- Chip Sickler : Patient masculin
- Katie Walder : Nancy
- Don Wallace : David
- David Youse (VF : Cyrille Monge) : Larry

- Version française
  - Studio de doublage : Soundfactor
  - Direction artistique : Maurice Latino
  - Adaptation des dialogues : Henry Steimen

 Selon le carton du doublage français télévisuel.